# زملول معمر
زملول معمر (الاسم العلمي:Exobasidium perenne) هو نوع من الفطريات يتبع جنس الزملول من الفصيلة الزملولية.